# Ögårdsparken
Ögårdsparken är en park i Malmö belägen mellan Almgården och Herrgården.
I parken finns Västra Skrävlinge kyrka och Malmö moské.
Området ligger söder om Amiralsgatan, mellan Inre Ringvägen och Agnesfridsvägen.